# Reguers II
Reguers és un jaciment arqueològic al terme municipal de l'Albi (Les Garrigues), inclòs a l'Inventari del Patrimoni Arqueològic i Paleontològic de Catalunya.
Inclou els antics jaciments de Els Reguers I i II.
Aquest jaciment es localitza en uns bancals aterrassats amb plantacions d'oliveres i d'ametllers que s'estenen al peu del vessant meridional de la serra dels Reguers.
La troballa d'aquest jaciment es va efectuar durant la campanya de prospeccions realitzada a l'estiu de l'any 1979 per David Mas. Més endavant, durant l'any 2004 es va realitzar una segona prospecció per part del Servei d'Arqueologia de Barcelona.
A les terrasses de conreu on es localitza aquest assentament s'hi varen recollir diverses ascles de sílex, les quals únicament n'hi havia tres de retocades: un perforador, una lamineta de vora rebaixada i un petit nucli. En aquell moment el jaciment ja estava molt afectat pels treballs agrícoles, de manera que no es va poder trobar cap agrupació de material arqueològic. Durant la prospecció de l'any 2004 s'hi van registrar algunes restes arqueològiques però molt disperses i escasses: tres fragments de ceràmica poc elaborada i un nucli de quars. Aquests materials es varen localitzar en una àrea extensa que englobava els peus dels extrems est i oest de la serra dels Reguers.
Basant-se en l'escassetat de materials trobats s'interpreta que podria tractar-se d'una dispersió de materials provinents del jaciment Reguers I, localitzat al cim de l'extrem superior del Coster dels Reguers, també al municipi de l'Albi. Actualment el material arqueològic trobat en aquest jaciment s'ha dipositat al museu local arqueològic d'Artesa de Lleida.
L’any 2021, amb motiu de l’actualització de l’Inventari de Patrimoni Arqueològic de la comarca de les Garrigues, es va visitar el jaciment, i es va poder corroborar la presència de ceràmica feta a mà, ascles i nuclis de sílex, així com ceràmiques  de cronologies molt diverses, com una blava catalana del segle XVIII, un fragment de grisa medieval i un fragment d’àmfora ibèrica. També abunden fragments de ceràmica comuna oxidada i comuna vidrada de cronologia indeterminada. A banda del material lític i ceràmic també es va observar un fragment d’una granada de mà de la Guerra Civil i un refugi de planta quadrada excavat en el terreny natural.